# Tiffield
Tiffield est une paroisse civile et un village du Northamptonshire, en Angleterre.